# Frederick William Beechey
Frederick William Beechey (ur. 17 lutego 1796 w Londynie, zm. 29 listopada 1856 tamże) – angielski podróżnik i odkrywca, kapitan brytyjskiej marynarki wojennej. Był synem Williama Beecheya, angielskiego malarza-portrecisty.
W 1806 r. wstąpił do Royal Navy i brał udział w wojnach z Francją i Ameryką. W 1818 r. służył pod dowództwem ówczesnego porucznika Johna Franklina w nieudanej ekspedycji Davida Buchana do bieguna północnego. W następnym roku brał udział w arktycznym rejsie Williama Edwarda Parry’ego na HMS „Hecla”.
W 1821 r. pod dowództwem późniejszego admirała Williama H. Smytha badał i kartował północne wybrzeża Afryki. W 1825 r. wyruszył z setką ludzi jako dowódca okrętu „Blossom” na wody Pacyfiku z misją dostarczenia zaopatrzenia kolejnym wyprawom arktycznym Williama E. Parry’ego i Johna Franklina. Przed osiągnięciem północnego Pacyfiku prowadził eksplorację napotkanych wysp. W grudniu 1825 r. zatrzymał się na wyspach Pitcairn, a w styczniu następnego roku na Wyspach Gambiera. Później odwiedził 23 atole archipelagu Tuamotu w Polinezji Francuskiej. W 1826 r. na pokładzie „Blossoma” dotarł do Point Barrow – najbardziej na północ wysuniętego punktu Alaski, nie napotykając jednak wyprawy Franklina. W tym samym roku nazwał trzy wyspy w Cieśninie Beringa: dwie Wyspy Diomedesa i maleńką Fairway Rock.
W latach 1835–1836 kierował pomiarami i kartowaniem wybrzeży Ameryki Południowej, a w latach 1837–1847 wykonywał te same prace wokół Irlandii. W 1850 r. został powołany do Komisji Handlu (ang. Board of Trade), w której objął kierownictwo Wydziału Morskiego. W 1854 awansował do stopnia kontradmirała, a w następnym roku został wybrany prezesem Królewskiego Towarzystwa Geograficznego.